# Leptinus testaceus
Leptinus testaceus är en skalbaggsart som beskrevs av Müller 1817. Leptinus testaceus ingår i släktet Leptinus, och familjen mycelbaggar. Arten är reproducerande i Sverige.

## Bildgalleri

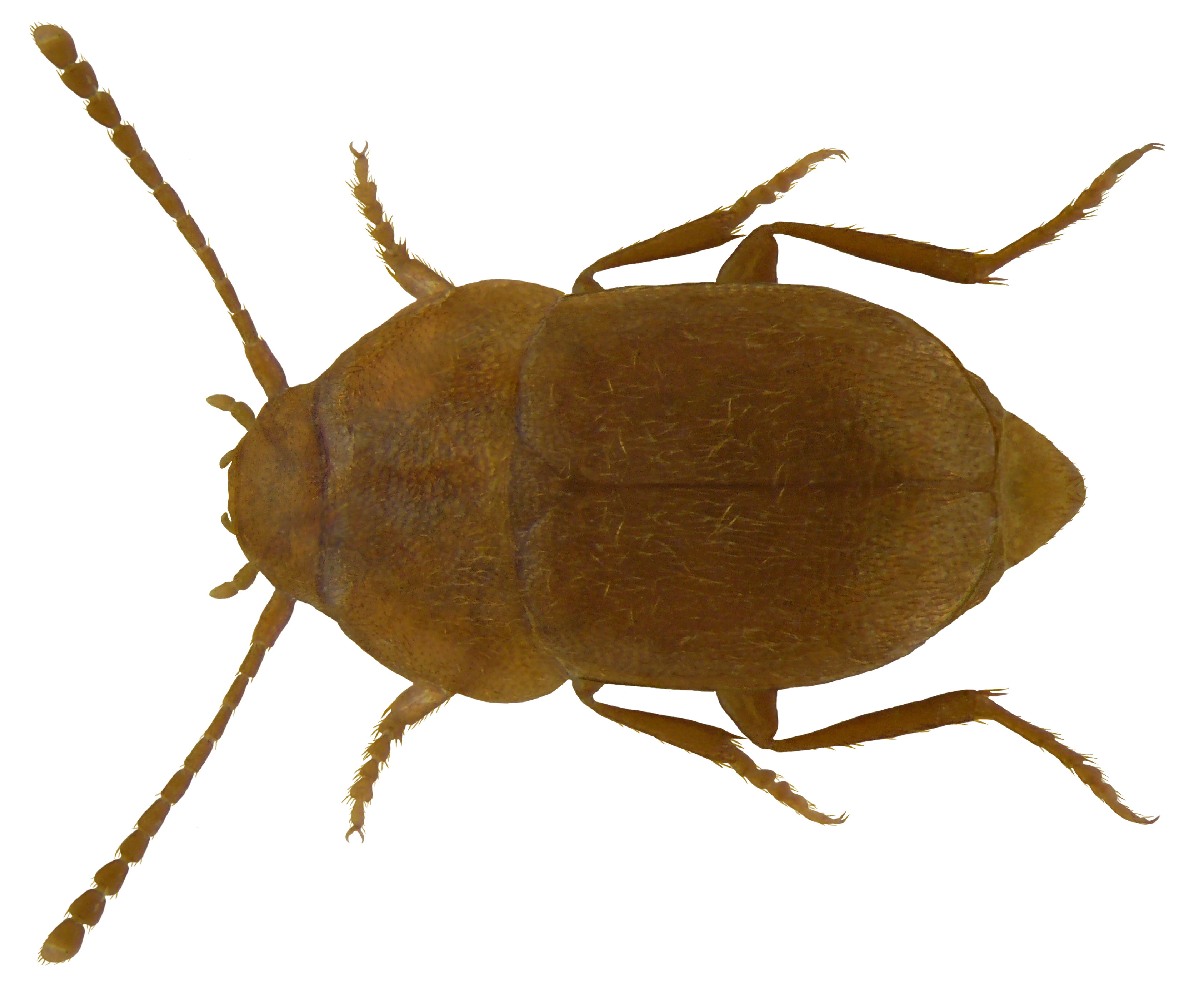
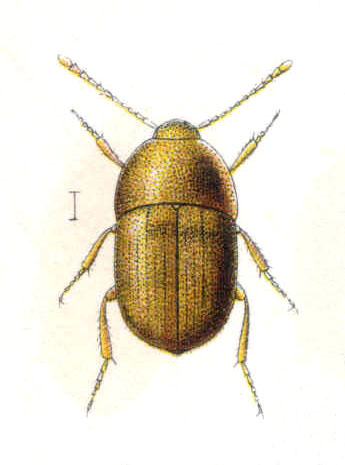